# Liu Minghu
Liu Minghu (chiń. 刘明瑚; ur. 28 lipca 1998) – chiński zapaśnik walczący w stylu wolnym. Olimpijczyk z Tokio 2020, gdzie zajął dwunaste miejsce w kategorii 57 kg. Czternasty na mistrzostwach świata w 2019 roku. 
Piąty na igrzyskach azjatyckich w 2018 i 2022. Wicemistrz Azji w 2019 i 2023. Trzeci na MŚ U-23 w 2018 roku.